# شان دینگوال
شان دینگوال (انگلیسی: Shaun Dingwall؛ زادهٔ ۲۴ مارس ۱۹۷۲) بازیگر اهل بریتانیا است.
از فیلم‌ها یا مجموعه‌های تلویزیونی که وی در آن‌ها نقش داشته‌است، می‌توان به سربازرس بنکس، دکتر هو، پوآرو، ققنوس و قالیچه، لمس پلیدی و خداحافظ کریستوفر رابین اشاره نمود.